# Grande Prémio de Macau de 2012

A "casa" do Grande Prémio de Macau de 2012 – o Circuito da Guia.

O Grande Prémio de Macau de 2012 foi a 30ª edição do Grande Prémio de Macau na categoria de Fórmula 3, realizada nos dias 17 e 18 de novembro no Circuito da Guia. A prova não teve nada a haver com o campeonato internacional de Fórmula 3.
António Félix da Costa sagrou-se campeão pela primeira vez na sua carreira, liderando sempre a corrida e acabando à frente de Felix Rosenqvist, da Suécia.

## Resultados

### Treino classificatório
| Pos                                                                    | Nº | Piloto                 | Equipa                 | Q1 Tempo | Rank | Q2 Tempo | Rank | D       | Pódio |
| ---------------------------------------------------------------------- | -- | ---------------------- | ---------------------- | -------- | ---- | -------- | ---- | ------- | ----- |
| 1                                                                      | 14 | Alex Lynn              | Fortec Motorsport      | 2:13.718 | 4    | 2:13.122 | 1    |         | 1     |
| 2                                                                      | 7  | António Félix da Costa | Carlin                 | 2:13.400 | 1    | 2:13.663 | 6    | + 0.278 | 2     |
| 3                                                                      | 1  | Daniel Juncadella      | Prema Powerteam        | 2:13.800 | 5    | 2:13.401 | 2    | + 0.279 | 3     |
| 4                                                                      | 22 | Felix Rosenqvist       | Mücke Motorsport       | 2:13.420 | 2    | 2:13.656 | 5    | + 0.298 | 4     |
| 5                                                                      | 8  | Carlos Sainz, Jr.      | Carlin                 | 2:13.421 | 3    | 2:13.666 | 7    | + 0.299 | 5     |
| 6                                                                      | 5  | Felipe Nasr            | Carlin                 | 2:14.076 | 6    | 2:13.556 | 3    | + 0.434 | 6     |
| 7                                                                      | 15 | Harry Tincknell        | Fortec Motorsport      | 2:14.975 | 16   | 2:13.577 | 4    | + 0.455 | 7     |
| 8                                                                      | 23 | Pascal Wehrlein        | Mücke Motorsport       | 2:14.397 | 10   | 2:13.721 | 8    | + 0.599 | 8     |
| 9                                                                      | 6  | Daniel Abt             | Carlin                 | 2:14.433 | 11   | 2:13.758 | 9    | + 0.636 | 9     |
| 10                                                                     | 2  | Raffaele Marciello     | Prema Powerteam        | 2:14.266 | 8    | 2:13.789 | 10   | + 0.667 | 10    |
| 11                                                                     | 4  | Hannes van Asseldonk   | Prema Powerteam        | 2:14.837 | 14   | 2:13.885 | 11   | + 0.763 | 11    |
| 12                                                                     | 16 | Pipo Derani            | Fortec Motorsport      | 2:14.819 | 13   | 2:14.068 | 12   | + 0.946 | 12    |
| 13                                                                     | 10 | Jack Harvey            | Carlin                 | 2:15.562 | 18   | 2:14.082 | 13   | + 0.960 | 13    |
| 14                                                                     | 28 | Alexander Sims         | ThreeBond with T-Sport | 2:14.085 | 7    | 2:14.848 | 17   | + 0.963 | 14    |
| 15                                                                     | 12 | Félix Serrallés        | Fortec Motorsport      | 2:14.366 | 9    | 2:18.694 | 30   | + 1.244 | 30    |
| 16                                                                     | 31 | Tom Blomqvist          | EuroInternational      | 2:14.798 | 12   | 2:14.648 | 14   | + 1.526 | 15    |
| 17                                                                     | 9  | William Buller         | Carlin                 | 2:14.855 | 15   | 2:14.744 | 15   | + 1.622 | 16    |
| 18                                                                     | 21 | Hideki Yamauchi        | B-Max Engineering      | 2:16.461 | 22   | 2:14.790 | 16   | + 1.668 | 17    |
| 19                                                                     | 17 | Jazeman Jaafar         | TOM'S                  | 2:15.200 | 17   | 2:15.055 | 18   | + 1.933 | 18    |
| 20                                                                     | 3  | Sven Müller            | Prema Powerteam        | 2:15.625 | 19   | 2:15.391 | 19   | + 2.269 | 19    |
| 21                                                                     | 19 | Kevin Korjus           | Galaxy Double R Racing | 2:15.768 | 20   | 2:16.720 | 26   | + 2.646 | 21    |
| 22                                                                     | 24 | Mitchell Gilbert       | Mücke Motorsport       | 2:16.714 | 23   | 2:15.804 | 20   | + 2.682 | 20    |
| 23                                                                     | 18 | Yuichi Nakayama        | TOM'S                  | 2:17.705 | 26   | 2:15.870 | 21   | + 2.748 | 23    |
| 24                                                                     | 20 | Jimmy Eriksson         | Galaxy Double R Racing | 2:16.062 | 21   | 2:16.015 | 22   | + 2.893 | 22    |
| 25                                                                     | 29 | Lucas Auer             | Van Amersfoort Racing  | 2:16.845 | 24   | 2:16.187 | 23   | + 3.065 | 24    |
| 26                                                                     | 30 | Dennis van de Laar     | Van Amersfoort Racing  | 2:19.335 | 29   | 2:16.559 | 24   | + 3.437 | 25    |
| 27                                                                     | 27 | Luís Sá Silva          | Angola Racing Team     | 2:18.004 | 27   | 2:16.624 | 25   | + 3.502 | 26    |
| 28                                                                     | 32 | Lucas Wolf             | URD Rennsport          | 2:17.672 | 25   | 2:16.766 | 27   | + 3.644 | 27    |
| 29                                                                     | 11 | Ryo Hirakawa           | KCMG by RSS            | —        |      | 2:17.151 | 28   | + 4.029 | 284   |
| 30                                                                     | 25 | Andrea Roda            | Jo Zeller Racing       | 2:18.140 | 28   | 2:18.152 | 29   | + 5.018 | 295   |
| 110% tempo de qualificação: 2:26.434                                   |    |                        |                        |          |      |          |      |         |       |
| A negrito significa a volta mais rápida das duas feitas por um piloto. |    |                        |                        |          |      |          |      |         |       |

### Classificatório
| Pos | Nº | Piloto                 | Equipa                 | Voltas | Tempo     | Pódio |
| --- | -- | ---------------------- | ---------------------- | ------ | --------- | ----- |
| 1   | 7  | António Félix da Costa | Carlin                 | 10     | 22:31.290 | 2     |
| 2   | 22 | Felix Rosenqvist       | Mücke Motorsport       | 10     | + 1.559   | 4     |
| 3   | 14 | Alex Lynn              | Fortec Motorsport      | 10     | + 4.567   | 1     |
| 4   | 8  | Carlos Sainz, Jr.      | Carlin                 | 10     | + 7.638   | 5     |
| 5   | 1  | Daniel Juncadella      | Prema Powerteam        | 10     | + 8.460   | 3     |
| 6   | 15 | Harry Tincknell        | Fortec Motorsport      | 10     | + 10.427  | 7     |
| 7   | 23 | Pascal Wehrlein        | Mücke Motorsport       | 10     | + 11.452  | 8     |
| 8   | 4  | Hannes van Asseldonk   | Prema Powerteam        | 10     | + 12.264  | 11    |
| 9   | 5  | Felipe Nasr            | Carlin                 | 10     | + 13.243  | 6     |
| 10  | 28 | Alexander Sims         | ThreeBond with T-Sport | 10     | + 14.439  | 14    |
| 11  | 2  | Raffaele Marciello     | Prema Powerteam        | 10     | + 16.747  | 10    |
| 12  | 10 | Jack Harvey            | Carlin                 | 10     | + 18.291  | 13    |
| 13  | 16 | Pipo Derani            | Fortec Motorsport      | 10     | + 21.565  | 12    |
| 14  | 9  | William Buller         | Carlin                 | 10     | + 22.296  | 16    |
| 15  | 6  | Daniel Abt             | Carlin                 | 10     | + 24.338  | 9     |
| 16  | 21 | Hideki Yamauchi        | B-Max Engineering      | 10     | + 24.778  | 17    |
| 17  | 20 | Jimmy Eriksson         | Galaxy Double R Racing | 10     | + 30.092  | 22    |
| 18  | 31 | Tom Blomqvist          | EuroInternational      | 10     | + 30.578  | 15    |
| 19  | 17 | Jazeman Jaafar         | TOM'S                  | 10     | + 32.945  | 18    |
| 20  | 24 | Mitchell Gilbert       | Mücke Motorsport       | 10     | + 34.180  | 20    |
| 21  | 19 | Kevin Korjus           | Galaxy Double R Racing | 10     | + 40.698  | 21    |
| 22  | 29 | Lucas Auer             | Van Amersfoort Racing  | 10     | + 42.149  | 24    |
| 23  | 27 | Luís Sá Silva          | Angola Racing Team     | 10     | + 48.582  | 26    |
| 24  | 11 | Ryo Hirakawa           | KCMG by RSS            | 10     | + 49.825  | 28    |
| 25  | 30 | Dennis van de Laar     | Van Amersfoort Racing  | 10     | + 50.579  | 25    |
| 26  | 32 | Lucas Wolf             | URD Rennsport          | 10     | + 50.829  | 27    |
| Ret | 3  | Sven Müller            | Prema Powerteam        | 8      | Acidente  | 19    |
| Ret | 25 | Andrea Roda            | Jo Zeller Racing       | 8      | Acidente  | 29    |
| Ret | 12 | Félix Serrallés        | Fortec Motorsport      | 6      | Acidente  | 30    |
| Ret | 18 | Yuichi Nakayama        | TOM'S                  | 3      | Acidente  | 23    |

### Corrida
| Pos                                                                            | Nº | Piloto                 | Equipa                 | Voltas | Tempo         | Pódio |
| ------------------------------------------------------------------------------ | -- | ---------------------- | ---------------------- | ------ | ------------- | ----- |
| 1                                                                              | 7  | António Félix da Costa | Carlin                 | 15     | 38:02.845     | 1     |
| 2                                                                              | 22 | Felix Rosenqvist       | Mücke Motorsport       | 15     | + 1.573       | 2     |
| 3                                                                              | 14 | Alex Lynn              | Fortec Motorsport      | 15     | + 2.486       | 3     |
| 4                                                                              | 23 | Pascal Wehrlein        | Mücke Motorsport       | 15     | + 3.471       | 7     |
| 5                                                                              | 5  | Felipe Nasr            | Carlin                 | 15     | + 9.127       | 9     |
| 6                                                                              | 16 | Pipo Derani            | Fortec Motorsport      | 15     | + 11.043      | 13    |
| 7                                                                              | 8  | Carlos Sainz, Jr.      | Carlin                 | 15     | + 11.417      | 4     |
| 8                                                                              | 2  | Raffaele Marciello     | Prema Powerteam        | 15     | + 14.376      | 11    |
| 9                                                                              | 15 | Harry Tincknell        | Fortec Motorsport      | 15     | + 16.944      | 6     |
| 10                                                                             | 9  | William Buller         | Carlin                 | 15     | + 21.650      | 14    |
| 11                                                                             | 20 | Jimmy Eriksson         | Galaxy Double R Racing | 15     | + 22.955      | 17    |
| 12                                                                             | 6  | Daniel Abt             | Carlin                 | 15     | + 24.025      | 15    |
| 13                                                                             | 19 | Kevin Korjus           | Galaxy Double R Racing | 15     | + 24.632      | 21    |
| 14                                                                             | 21 | Hideki Yamauchi        | B-Max Engineering      | 15     | + 26.502      | 16    |
| 15                                                                             | 28 | Alexander Sims         | ThreeBond with T-Sport | 15     | + 26.757      | 10    |
| 16                                                                             | 17 | Jazeman Jaafar         | TOM'S                  | 15     | + 27.834      | 19    |
| 17                                                                             | 31 | Tom Blomqvist          | EuroInternational      | 15     | + 28.565      | 18    |
| 18                                                                             | 24 | Mitchell Gilbert       | Mücke Motorsport       | 15     | + 31.899      | 20    |
| 19                                                                             | 3  | Sven Müller            | Prema Powerteam        | 15     | + 32.744      | 27    |
| 20                                                                             | 12 | Félix Serrallés        | Fortec Motorsport      | 15     | + 33.276      | 29    |
| 21                                                                             | 18 | Yuichi Nakayama        | TOM'S                  | 15     | + 47.525      | 30    |
| 22                                                                             | 25 | Andrea Roda            | Jo Zeller Racing       | 15     | + 59.222      | 28    |
| 23                                                                             | 27 | Luís Sá Silva          | Angola Racing Team     | 14     | Colisão       | 23    |
| 24                                                                             | 30 | Dennis van de Laar     | Van Amersfoort Racing  | 14     | Colisão       | 25    |
| Ret                                                                            | 11 | Ryo Hirakawa           | KCMG by RSS            | 12     | Colisão       | 24    |
| Ret                                                                            | 29 | Lucas Auer             | Van Amersfoort Racing  | 12     | Colisão       | 22    |
| Ret                                                                            | 10 | Jack Harvey            | Carlin                 | 12     | Asa dianteira | 12    |
| Ret                                                                            | 1  | Daniel Juncadella      | Prema Powerteam        | 2      | Suspensão     | 5     |
| Ret                                                                            | 4  | Hannes van Asseldonk   | Prema Powerteam        | 1      | Acidente      | 8     |
| Ret                                                                            | 32 | Lucas Wolf             | URD Rennsport          | 0      | Colisão       | 26    |
| Volta mais rápida: António Félix da Costa, 2:13.507, 165,025 km/h na 11º volta |    |                        |                        |        |               |       |